# غرق شدن کشتی ۲۰۱۸ تانزانیا
غرق شدن کشتی ۲۰۱۸ تانزانیا (انگلیسی: Sinking of the MV Nyerere)، در روز ۲۰ سپتامبر یک کشتی مسافربری در دریاچه ویکتوریا واژگون و غرق شد. این کشتی بین جزایر اوکرا و اوکریو در حرکت بود. در این واقعه دست‌کم ۲۲۷ نفر جان خود را از دست دادند.

## شرح واقعه
در عصر پنجشنبه ۲۰ سپتامبر ۲۰۱۸ یک کشتی مسافربری در دریاچه ویکتوریا بین جزایر اوکرا و اوکریو تانزانیا با نزدیک به ۴۰۰ مسافر واژگون و غرق شد. این کشتی نزدیک به دو برابر ظرفیت استاندارد مسافر سوار کرده بود و بر اثر تجمع مسافران در یک طرف واژگون شد.

## تلفات
در این حادثه دست‌کم ۲۲۷ نفر کشته شدند.

## واکنش‌ها
- رئیس‌جمهور تانزانیا ۴ روز عزای عمومی اعلام کرد و دستور دستگیری تمامی مدیریت کشتی را داد.
- پاپ فرانسیس با صدور بیانیه‌ای با خانواده قربانیان همدردی کرد.[۴]

## پیشینه
- در سال ۱۹۹۶ یک کشتی مسافربری در دریاچه ویکتوریا غرق شد که در آن حادثه ۸۰۰ نفر جان خود را از دست دادند.[۵]